# Staurogyne vicina
Staurogyne vicina là một loài thực vật có hoa trong họ Ô rô. Loài này được Benoist miêu tả khoa học đầu tiên năm 1933.